# Jade Wiel
Jade Wiel (Parijs, 2 april 2000) is een Franse veld- en wegwielrenster die sinds 2019 voor het Franse FDJ-Suez rijdt.
Wiel won het Frans kampioenschap veldrijden voor junior vrouwen in 2017 en 2018, in 2018 was ze ook de beste tijdens het Frans kampioenschap tijdrijden voor junioren. Een jaar later werd ze Frans kampioene op de weg bij de Elite vrouwen.

## Palmares

### Veldrijden
2017
 Frans kampioenschap veldrijden, junior vrouwen
Balan, Elite vrouwen
2018
 Frans kampioenschap veldrijden, junior vrouwen

### Wegwielrennen
2017
 Frans kampioenschap op de weg, junior vrouwen
 Frans kampioenschap tijdrijden, junior vrouwen
2018
 Frans kampioenschap tijdrijden, junior vrouwen
 Frans kampioenschap op de weg, junior vrouwen
2019
 Frans Kampioenschap op de weg, Elite
2023
 Frans Kampioenschap op de weg, Elite

#### Resultaten in voornaamste wedstrijden
| Jaar | Gent-Wevelgem | Ronde van Vlaanderen | Parijs-Roubaix | Amstel Gold Race | Luik-Bast.‑Luik | Classic Brugge-De Panne | Grand Prix de Chambéry | Waalse Pijl |  | WK op de weg |
| ---- | ------------- | -------------------- | -------------- | ---------------- | --------------- | ----------------------- | ---------------------- | ----------- |  | ------------ |
| 2019 |               |                      |                |                  |                 |                         |                        | 73e         |  |              |
| 2020 |               |                      |                |                  | opgave          |                         |                        | 78e         |  |              |
| 2021 |               |                      | 41e            |                  |                 | 65e                     | 13e                    |             |  |              |
| 2022 |               |                      |                | 50e              | 74e             |                         | 5e                     | 76e         |  | opgave       |
| 2023 | 30e           |                      | opgave         |                  |                 | opgave                  | 6e                     |             |  |              |
| 2024 | 34e           | 33e                  | 28e            |                  |                 | 63e                     | 15e                    | 72e         |  | opgave       |
| 2025 | 76e           | 33e                  | 19e            | 68e              |                 |                         |                        |             |  |              |

## Ploegen
- 2019 –  FDJ Nouvelle-Aquitaine Futuroscope
- 2020 –  FDJ Nouvelle-Aquitaine Futuroscope
- 2021 –  FDJ Nouvelle-Aquitaine Futuroscope
- 2022 –  FDJ-Suez-Futuroscope
- 2023 –  FDJ-Suez
- 2024 -  FDJ-Suez
- 2025 -  FDJ-Suez

Becker · Borgli · Bravard · Demay · Duval · Fahlin · Gillow · Grossetête · Guilman · Kitchen · Le Net · Muzic · Richioud · Wiel
Borgli · Chapman · Duval · Fahlin · Gillow · Grossetête · Guilman · Kitchen · Le Net · Muzic · Uttrup Ludwig · Wiel
Borgli · Cavalli · Chapman · Duval · Fahlin · Grossetête · Guilman · Kitchen · Le Net · Muzic · Uttrup Ludwig · Wiel
Borgli · Brown · Cavalli · Chapman · Copponi · Duval · Fahlin · Grossetête · Guazzini · Guilman · Le Net · Muzic · Uttrup Ludwig · Wiel
Adegeest · Borgli · Brown · Cavalli · Copponi · Duval · Fahlin · Grossetête · Guazzini · Guilman · Le Net · Muzic · Uttrup Ludwig · Verhulst · Wiel
Adegeest · Brown   · Buysman · Cavalli · Curinier · Demay · Duval · Guazzini · Kraak · Le Net · Molengraaf · Muzic · Uttrup Ludwig · Verhulst · Vigilia · Wiel
Adegeest · Buysman · Chabbey · Curinier · Demay · Duval · Gery · Guazzini · Kraak · Labous · Le Net · Molengraaf · Muzic · Rayer · Vigilia · Vollering · Wiel · Wollaston